# Жарков Георгій Іванович
Георгій Іванович Жарков (1 вересня (14 вересня) 1915, Богородськ, Російська імперія — 22 жовтня 1981, Москва, СРСР) — радянський футболіст і тренер. Виступав на позиції центрального або напівсереднього нападника. Майстер спорту. Найстарший з трьох братів-футболістів, які виступали за радянські команди елітної ліги.

## Спортивна кар'єра
Георгій і Василь Жаркови почали займатися футболом у команді «Червоне Знамя» з міста Ногінськ Московської області. З 1936 року виступав за клуб Будинку Червоної армії Білоруського військового округу, що базувався в Смоленську (БЧА БВО). У липні 1938 року був переведений до ЦБРА, але до кінця сезону не зіграв жодного офіційного матчу.
Після демобілізації захищав кольори московського «Торпедо». Дебютував у вищій лізі проти тбіліського «Динамо» 18 травня, а перші голи забив через два тижні команді «Сталінець» (Ленінград). Два сезони поспіль був найрезультативнішим гравцем команди. Вміло взаємодіяв з партнерами, у своєму арсеналі мав різноманітні прийоми проти захисників-суперників. Ніколи не грав прямолінійно, вмів відати точний пас і завершити результативну комбінацію. Серед його партнерів у довоєнному «Торпедо» були майбутні заслужені майстри спорту Іван Кочетков, Костянтин Рязанцев, Петро Петров і відомі тренер Віктор Маслов та Микола Морзов. 1941 року з профспілкових команд були створені дві збірні, які взяли участь у чемпіонаті СРСР. До початку війни зіграв за «Профспілки-2» шість ігор і відзначився голом у ворота, які захищав Арон Сокальський («Спартак» Одеса).
Того ж року повернувся до «Торпедо» і вже грав на позиції напівсереднього інсайда, а основним бомбардиром став Олександр Пономарьов. До лінії нападу також входили Василь Панфілов, Петро Петров і середній брат Василь Жарков. У першому повоєнному чемпіонаті торпедівці здобули бронзові нагороди, а надалі посідали місця в першій п'ятірці. Через два роки грав у фіналі кубка, де сильнішим виявився московський «Спартак». Входить до п'ятірки найрезультативніших гравців «Торпедо» і списку «100 бомбардирів» в чемпіонатах СРСР.
1952 року розпочав тренерську діяльність. Чотири сезони очолював ленінградський «Зеніт», який 1958 року завешив першість на четвертій позиції, що було найкращим результатом до сезону-1980. В наступні роки був головним тренером клубів вищої ліги «Торпедо» (Москва), «Арарат» (Єреван), «Уралмаш» (Свердловськ) і «Нефтчі» (Баку). Працював у відділі футбола при Спорткомітеті СРСР (1955—1957). У 70-х роках — викладач кафедри фізкультути Московського державного університета.

## Досягнення
- Бронзовий призер чемпіонату СРСР (1): 1945.
- Фіналіст Кубка СРСР (1): 1947.

## Родина
Дружина Міліца Жаркова (1922—2010) — майстер спорту з баскетболу, чотиразова чемпіонка країни у складі московського «Динамо» (1948, 1950, 1951, 1954). Працювала начальником лабораторіі в одному з науково-дослідних інститутів, кандидат технічних наук.
Середній брат Василь Жарков (1917—1978) виступав за «Буревісник» (Москва), «Торпедо» (Москва), ВПС (Москва) та інші команди. У вищій лізі провів 138 матчів, 28 голів. Майстер спорту. Працював тренером у командах нижчих дивізіонів.
Молодший брат Віктор Жарков (1927—1989) виступав за «Локомотив» (Москва), ВПС (Москва) та інші команди. У вищій лізі провів 9 матчів. Більше відомий як футбольний арбітр. Суддя всесоюзної категорії (1972), суддя міжнародної категорії (1977). Працював на кафедрах фізичної культури Московського державного університета і Інститута дружби народів ім. Патріса Лумумби.
Сестра Валентина Іванівна одружилася з Григорієм Федотовим — заслуженим майстром спорту, триразовим чемпіоном СРСР у складі ЦБРА (Москва). Він першим у чемпіонаті СРСР забив 100 голів.
Племінник Володимир Федотов виступав за ЦСКА і збірну СРСР (22 матчі, 4 голи). Рекордсмен армійської команди за кількість проведених матчів у чемпіонаті СРСР (382) і кращий бомбардир першості 1964 року (16 голів). Зять заслуженого тренера СРСР Костянтина Бєскова.